# Michał Skarżyński
Michał Skarżyński (ur. 12 sierpnia 1971 w Warszawie) – polski reżyser dźwięku.
Absolwent Studium Techniki Audiowizualnej w Warszawie. Pracę zaczynał w Polskim Radiu. Od 1995 roku zajmuje się dubbingiem jako reżyser dźwięku. Jest też autorem wersji 5.1 dźwięku do wielu archiwalnych filmów, w tym niektórych filmów Andrzeja Wajdy. Niektóre z jego kompozycji lub aranżacji utworów tradycyjnych zostały wykorzystane jako ścieżki dźwiękowe do filmów.

## Dubbing
- 2024 Gru i Minionki: Pod przykrywką (Despicable Me 4)
- 2024 Kung Fu Panda 4
- 2023 Gran Turismo
- 2023 Transformers: Przebudzenie bestii (Transformers: Rise of the Beasts)
- 2023 Dungeons & Dragons: Złodziejski honor (Dungeons & Dragons: Honor Among Thieves)
- 2023 Super Mario Bros. Film
- 2022 Kot w butach: Ostatnie życzenie (Puss in Boots: The Last Wish)
- 2022 Wielki zielony krokodyl domowy (Lyle, Lyle, Crocodile)
- 2022 Minionki: Wejście Gru (Minions: The Rise of Gru)
- 2022 Jurassic World: Dominion
- 2021 Mustang z Dzikiej Doliny: Droga do wolności (Spirit Untamed)
- 2021 Piotruś Królik 2: Na gigancie (Peter Rabbit 2: The Runaway)
- 2020 Doktor Dolittle (Dolittle)
- 2019 Angry Birds 2 (Angry Birds 2)
- 2018 Bumblebee (Bumblebee)
- 2018 Alfa (Alpha)
- 2018 Hotel Transylwania 3 (Hotel Transylvania 3)
- 2018 Wyszczekani (Show Dogs)
- 2018 Piotruś Królik (Peter Rabbit)
- 2017 Transformers: Ostatni rycerz (Transformers: The Last Knight)
- 2017 Power Rangers (Power Rangers)
- 2017 Azyl (The Zookeeper’s Wife)
- 2017 Sing (Sing)
- 2016 BFG: Bardzo Fajny Gigant (The BFG)
- 2016 Angry Birds (Angry Birds)
- 2016 Zwierzogród (Zootropolis)
- 2015 Hotel Transylwania 2 (Hotel Transylvania 2)
- 2014 Pudłaki (Boxtrolls)
- 2014 Transformers: Wiek zagłady (Transformers:Age of Extinction)
- 2014 Noe: Wybrany przez Boga (Noah)
- 2013 Klopsiki kontratakują (Cloudy with a Chance of Meatballs 2)
- 2013 Minionki rozrabiają (Despicable Me 2)
- 2012 Hotel Transylwania (Hotel Transylvania)
- 2012 Madagaskar 3 (Madagascar 3: Europe’s Most Wanted)
- 2012 Królewna Śnieżka (Mirror, Mirror)
- 2012 Lorax (Lorax) /nagrania piosenek/
- 2012 Kot w butach  (Puss in Boots)
- 2011 Przygody Tintina (Adventures of Tintin: The Secret of the Unicorn)
- 2011 Heca w zoo (The Zookeeper)
- 2011 Kung Fu Panda 2 (Kung Fu Panda: The Kaboom of Doom)
- 2011 Rango (Rango)
- 2010 Artur i Minimki 3. Dwa światy (Arthur et la guerre des deux mondes)
- 2010 Ostatni władca wiatru (The Last Airbender)
- 2010 Shrek Forever (Shrek Forever After)
- 2010 Niania i wielkie bum (Nanny McPhee and the Big Bang)
- 2010 Planeta 51 (Planet 51)
- 2010 Artur i zemsta Maltazara (Arthur et la vengeance de Maltazard)
- 2009 Klopsiki i inne zjawiska pogodowe (Cloudy with a Chance of Meatballs)
- 2009 Potwory kontra Obcy (Monsters vs Aliens)
- 2009 Madagaskar 2 (Madagascar: Escape 2 Africa)
- 2008 Sezon na misia 2 (Open Season 2)
- 2008 Małpy w kosmosie (Space Chimps)
- 2008 Kung Fu Panda (Kung Fu Panda)
- 2008 Kroniki Spiderwick (The Spiderwick Chronicles)
- 2008 Koń wodny: Legenda głębin (The Water Horse: Legend of the Deep)
- 2007 Film o pszczołach (Bee Movie)
- 2007 Na fali (Surf’s Up)
- 2007 Sposób na rekina (Shark Bait)
- 2007 Artur i Minimki (Arthur et les Minimoys)
- 2007 Pajęczyna Charlotty (The Charlotte’s Web)
- 2006 Alex Rider: Misja Stormbreaker (Stormbreaker)
- 2006 Mój brat niedźwiedź 2 (Brother Bear 2)
- 2006 Skok przez płot (Over the Hedge)
- 2006 Leroy i Stich (Leroy & Stich)
- 2006 Pupilek (Teachers Pet)
- 2006 Dżungla (The Wild)
- 2006 Na psa urok (The Shaggy Dog)
- 2006 Opowieści z Narnii: Lew, czarownica i stara szafa (The Chronicles of Narnia: The Lion, the Witch and the Wardrobe)
- 2005 Czerwony Kapturek – prawdziwa historia (Hoodwinked!)
- 2005 Charlie i fabryka czekolady (Charlie and the Chocolate Factory)
- 2005 Miasteczko Halloween (The Nightmare Before Christmas 1993)
- 2005 Mary Poppins (Mary Poppins 1964)
- 2005 Madagaskar (Madagascar)
- 2004 Zapłata (Paycheck)
- 2004 Mickey: Bardziej bajkowe święta (Mickey’s Twice upon a Christmas)
- 2003 Tristan i Izolda (Tristan et Iseut)
- 2000 Rudolf czerwononosy renifer (Rudolph the Red-Nosed Raindeer: The Movie)
- 1997 Miasteczko South Park
- 1997 Troll w Nowym Jorku (A Troll In Central Park)
- 1996 Orkiestra Oskara
- 1996 Małpa w hotelu (Dunston Checks In)
- 1996 Power Rangers – Film (Mighty Morphin' Power Rangers: The Movie)

Gry komputerowe:
- Mass Effect, Wiedźmin, Neverwinter Nights 2, Battlefield 4, StarCraft II: Heart of the Swarm, Halo 5: Guardians

## Film
- 2022 Dzielnieśmy stali, celnie rzucali - muzyka, zgranie dźwięku, udźwiękowienie
- 2021 Z Gwiazdami. Podróż bez końca - muzyka, udźwiękowienie, zgranie dźwięku, realizacja nagrań, lektor
- 2020 Zorza II nad Gdańskiem - zgranie dźwięku
- 2019 Andrzej Kołodziej - bardzo polska opowieść - muzyka, zgranie dźwięku
- 2018 Krótkie popołudnie na Mazurach - opracowanie dźwięku, zgranie dźwięku
- 2017 Drzwi do wolności - zgranie dźwięku
- 2016 Ksiądz - zgranie dźwięku
- 2013[1] Testament – muzyka, zgranie dźwięku
- 2011 Pogarda – muzyka, zgranie dźwięku
- 2010 Mgła – muzyka, zgranie dźwięku
- 2009 Zero – premiks
- 2008 Pora mroku – premiks muzyki i efektów
- 2006 Miłość w przejściu podziemnym – zgranie dźwięku